# Maputi
Maputi ist ein Verwaltungsbezirk (englisch Ward) des Distrikts Newala in der tansanischen Region Mtwara.

## Geografie
Maputi liegt im Südosten von Tansania etwa 100 Kilometer Luftlinie südwestlich der Regionshauptstadt Mtwara und 40 Kilometer von der Grenze zu Mosambik entfernt. Das Klima im Bezirk ist ein feuchtes, tropisches Savannenklima, Aw nach der effektiven Klimaklassifikation. Maputi grenzt im Norden an Nambali und Chiwonga, im Osten an Nadwahi, im Südosten an Kitangari, im Süden an Mpwapwa und Malatu, im Westen an Mnyambe und Chihangu. Bei der Volkszählung 2022 lebten 7374 Menschen in 2343 Haushalten auf einer Fläche von 88 Quadratkilometern.

## Gliederung
Der Bezirk besteht aus sechs Gemeinden (Mtaa) mit 16 Orten (Kitongoji):
| Maputi - Kitangari TTC - Likandahule - Mmea - Jangwani | Mikwanga - Mitanga | Kadengwa - Makasini - Mdenga | Mnauya - Namchacha - Mayanga - Maule | Mtongwele Chini - Sijaona - Elimu - Chikongila - Kisiwani | Likwaya - Bondeni - Kilimani |

## Infrastruktur
- Bildung: Die Maputi Secondary School ist eine staatliche weiterführende Schule. Sie bildet Jugendliche als Tagesschule bis zur 4. Stufe aus.[9]
- Gesundheit: In den Gemeinden Maputi[10] und Mtongwele[11] gibt es je eine staatliche Apotheke.